# Степянка (станция)
Степя́нка (бел. Сцяпянка) — железнодорожная станция Минского отделения Белорусской железной дороги на линии Минск-Пассажирский — Орша-Центральная, между остановочным пунктом Тракторный и станцией Озерище. Расположена в Минске на улице Аннаева.

## История
Открытие участка Осиновка — Брест Московско-Брестской железной дороги, на которой расположена действующая станция, состоялось в 1871 году. В это же время на месте будущей станции существовал железнодорожный разъезд. До начала Великой Отечественной войны в окрестностях разъезда располагался дом отдыха и стрельбище.
Возведение железнодорожной станции началось в 1960-е годы. В 1974 году станция была электрифицирована переменным током (~25 кВ) в составе участка Минск — Борисов, а 1 января 1982 года через станцию пропущен первый грузовой поезд на электрической тяге из Орши. Поезд проведён только до Степянки, так как парки станции Минск-Сортировочный ещё не были электрифицированы.
В 2018 году на станции прошли масштабные работы по оздоровлению железнодорожного пути и полотна.

## Устройство станции

### Путевое хозяйство
Степянка является грузовой станция 1-го класса, к которой примыкают 23 пути служебного пользования, в том числе Минского тракторного завода, Минского электротехнического завода имени В. И. Козлова, завода сборного железобетона №1, Минского завода шестерён и других предприятий. Для пассажирских и грузовых поездов, проходящих станцию транзитом имеются три железнодорожных пути.

### Грузовая инфраструктура
Общая площадь станции составляет 143,7 тыс. м², городская станция Степянка используется для совершения грузовых и пассажирских операций в местах общего пользования. Грузовые районы станции представлены тяжеловесной площадкой, повышенными путями для выгрузки сыпучих грузов, прирельсовым крытым складом, складом опасных грузов, складом арочного типа, площадью 10 тыс. м². На станции работают козловые подъёмные карты, грузоподъемностью до 10 и 12,5 тонн. Для хранения грузов и товаров имеются открытые площадки, крытые склады (15 тыс. м²) и прирельсовый склад. На станции Степянка транспорт представлен бортовыми автомобилями и самосвалами.

### Пассажирская инфраструктура
Для обслуживания пассажиров и электропоездов на станции существуют три платформы прямой формы длиною по 220 метров (одна — боковая, остальные — островные). Пересечение железнодорожных путей между платформами осуществляется по четырём наземных пешеходным переходам. На главной платформе в направлении центра города расположено здание железнодорожного вокзала с залом ожидания и билетной кассой (работает круглосуточно).

## Пассажирское сообщение
На станции ежедневно останавливаются электропоезда региональных линий эконом-класса (пригородные электрички) следующие до станций Орша-Центральная (4 пары), Борисов (8 пар), Крупки (2 пары), Жодино и Славное. В направлении города электропоезда следуют до станций Минск-Пассажирский, Минск-Восточный и остановочного пункта Институт культуры. Помимо пригородных электричек, на станции ежедневно совершают остановку электропоезда городских линий (4 пары), следующие до станции Красное Знамя (через Смолевичи). Время в пути до Орши составляет в среднем 3 часа 50 минут, до Борисова — 1 час 30 минут, до станции Минск-Пассажирский — 16 минут.
Выход со станции осуществляется к Парниковой улице, улице Аннаева и лесному массиву, в 400 метрах от станции расположен наземный пешеходный переход к Геологической улице и жилому массиву Степянка. С ближайших остановочных пунктов наземного транспорта отправляются автобусы 95 маршрута, следующих в направлении Степянки (улица Карвата) и микрорайона Восток (станции метро Восток, Московская; просп. Независимости).